# Khối lượng nạc cơ thể

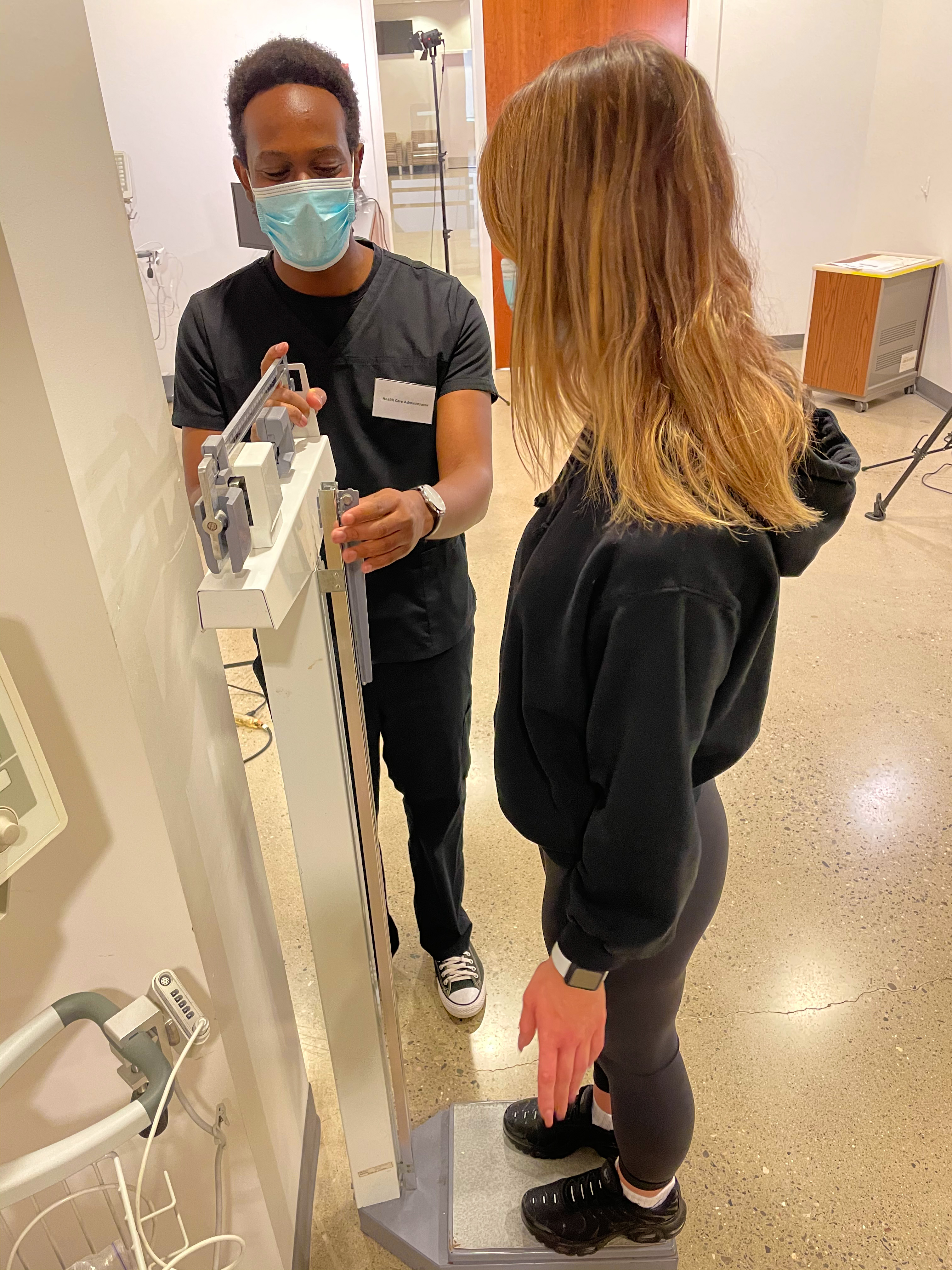
Đo lường thể trọng của một người (chiều cao, cân nặng, khối lượng cơ thể)

Khối lượng nạc cơ thể (Lean body mass/LBM) hay tỷ lệ nạc cơ thể là thành phần trọng lượng của cơ thể bao gồm các yếu tố cấu tạo cơ thể bên trong (xương khớp, cơ quan, nội tạng, cơ bắp, gân, dây chằng) ngoại trừ chất béo (lượng mỡ). Tỷ lệ nạc cơ thể hay khối lượng cơ thể không bao hàm mỡ được tính bằng cách trừ đi khối lượng mỡ cơ thể ra khỏi tổng trọng lượng cơ thể, như vậy, tổng trọng lượng cơ thể là tổng cộng của tỷ lệ nạc cộng với tỷ lệ mỡ. Tỷ lệ phần trăm tổng khối lượng cơ thể gầy thường không được tham chiếu, thường là 60–90%. Thay vào đó, tỷ lệ mỡ cơ thể là phần bổ sung, được tính toán và thường là 10–40%. Khối lượng nạc cơ thể (LBM) đã được mô tả là một chỉ số trội hơn tổng trọng lượng cơ thể để kê đơn thuốc ở mức độ thích hợp và để đánh giá các rối loạn chuyển hóa, vì mỡ cơ thể ít liên quan đến chuyển hóa.
LBM được các bác sĩ gây mê sử dụng để định liều một số loại thuốc nhất định. Ví dụ, do lo ngại về tình trạng suy hô hấp do opioid gây ra sau phẫu thuật ở bệnh nhân béo phì thì opioid tốt nhất nên dựa trên khối lượng nạc cơ thể thay vì thông số về cân nặng nói chung. Liều khởi đầu của propofol cũng nên dựa trên LBW. Khối lượng nạc cơ thể cung cấp một bức tranh chính xác hơn về thành phần cơ thể, chẵng hạn như hai người cân nặng có thể có các thành phần cơ thể rất khác nhau. Một người có thể có khối lượng cơ bắp cao và lượng mỡ cơ thể thấp, trong khi người kia có thể có lượng mỡ cơ thể cao và lượng cơ bắp thấp. Công thức xác định Lean Body Mass khi không có máy đo chỉ số cơ thể:
- Đối với nam giới: LBM = (0,32810 × Cân Nặng) + (0,33929 × Chiều cao) − 29,5336
- Đối với nữ giới: LBM = (0,29569 × Cân Nặng) + (0,41813 × Chiều Cao) − 43,2933